# Вевчанско-радождские говоры

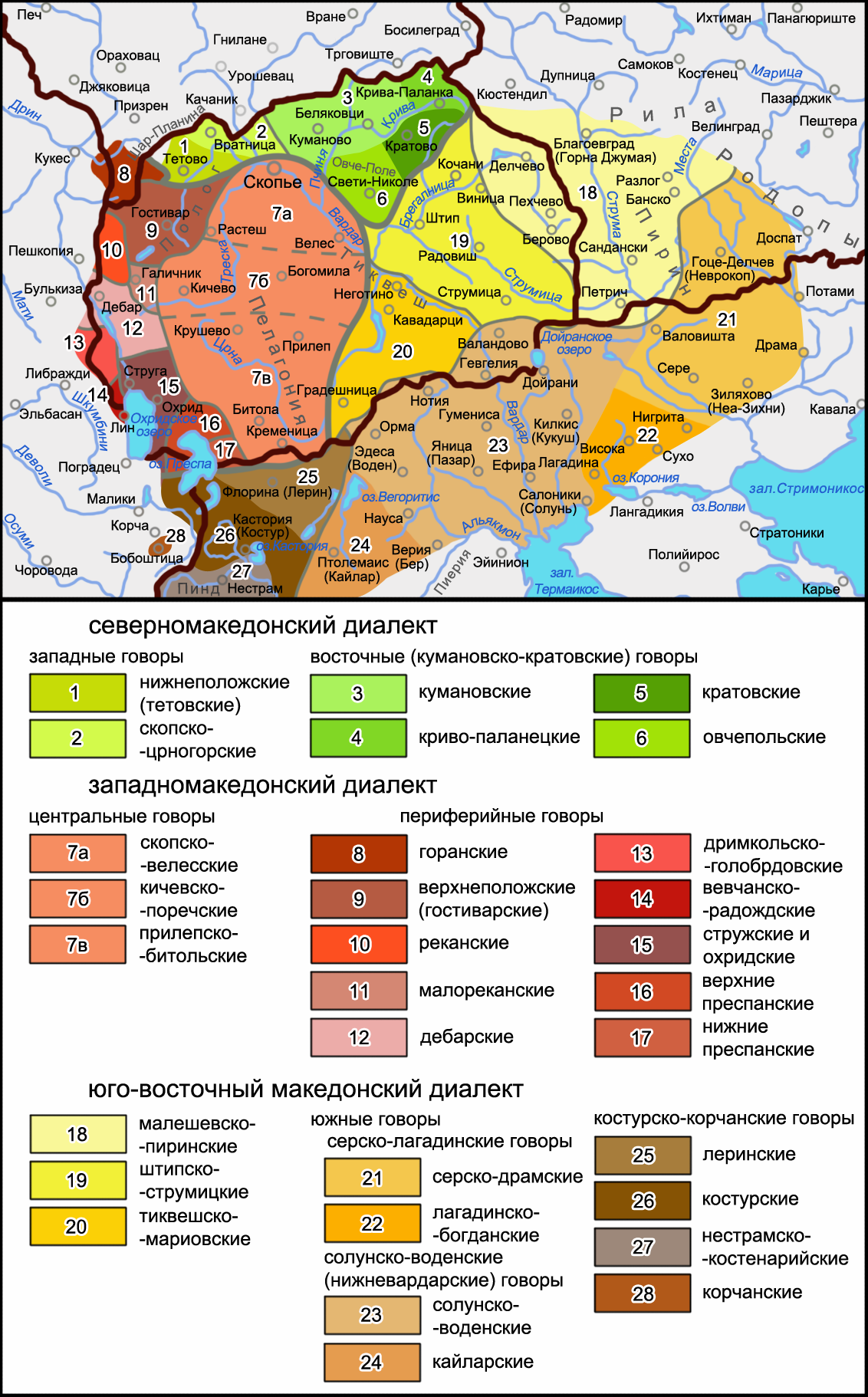
Ареал вевчанско-радождских говоров на карте македонских диалектов

Ве́вчанско-ра́дождские го́воры (также вевчанско-радождский диалект; макед. вевчанско-радошки дијалект) — говоры западномакедонского диалекта, распространённые в сёлах Вевчани, Радожда, Мали Влай и Лин на северо-западном побережье Охридского озера на территории Северной Македонии и в приграничных с Македонией районах Албании. Входят в состав западного периферийного ареала.
В издании «Българска диалектология» С. Стойкова вевчанско-радождские говоры вместе с охридскими и стружскими говорами включены в состав охридско-стружской группы говоров.
Согласно классификации македонских диалектов, представленной в работах Б. Видоески и Б. Конески (опубликована в издании «The Slavonic Languages», 1993), вевчанско-радождские говоры вместе с охридско-стружскими и нижнепреспанскими говорами включены в состав охридско-преспанской группы говоров.
В число диалектных черт, характерных для вевчанско-радождских говоров, включают:
1. Наличие гласных ê и å под ударением на месте гласных ѫ, ъ и сочетаний лъ, ръ. Гласная ê отсутствует после губных согласных: гềжва, гнêс, грềди, внềтре, дềга, рềка, зềби; сềнце «солнце», гềлтат; гềрне, зềрно, сêрп, сềрце, тêрн и т. д. Гласная å встречается преимущественно после губнных согласных: мåш, пåт, лåка, зåби, прåт, пåрво, вåрба, вåлк, пåлно, вåлна и т. д.
2. Распространение сочетаний шт, жд < *tj, *dj: га̀шти, лѐшта, пра̀шта, вѐжди, са̀жди.
3. Распространение деепричастий типа носѐешти, игрѐешти.
4. Наличие частицы к’а, используемой при образовании глагольных форм будущего времени.
5. Отсутствие окончания -м у глаголов 1-го лица единственного числа настоящего времени: ѝма, вѝка, както; бѐра, сѐча, но̀са, йа̀да.

Постановлением правительства Республики Македония вевчанско-радождские говоры объявлены частью духовно-культурного наследия государства.